# Stomaphis graffii
Stomaphis graffii är en insektsart som beskrevs av Cholodkovsky 1894. Stomaphis graffii ingår i släktet Stomaphis och familjen långrörsbladlöss.

## Underarter
Arten delas in i följande underarter:
- S. g. acerina
- S. g. graffii